# Estació de Marítim
L'estació de Marítim, inaugurada el 2 d'abril de 2007 amb el nom de "Marítim-Serreria", és una de les estacions de la xarxa ferroviaria de Metrovalència. És un intercanviador entre les linies 5 i 7 (tren subterrani) i les linies 6 i 8 (tramvia).
L'estació consta de dos andanes, cada una dona accés a una via de tramvia i a una via de metro, permetent un enllaç senzill entre ambdós trens. No obstant, només una de les andanes està en us, l'altra no te accés a usuaris i mai ha tingut servei. Es va construir pensant en futures ampliacions que mai han arribat.

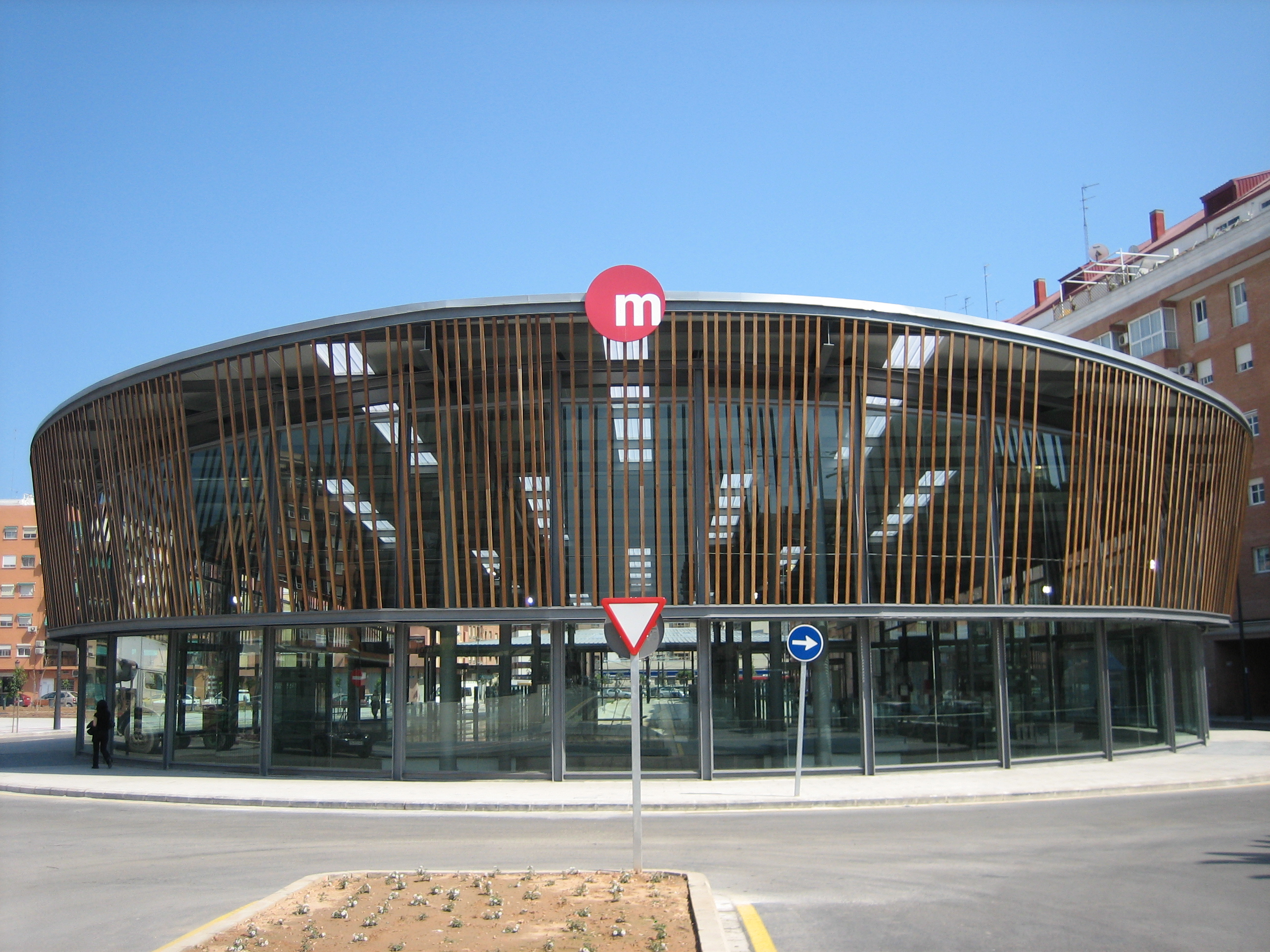
Façana exterior de l'estació de Marítim

| Procedència/Destinació | <                | Línia | >                | Procedència/Destinació |
| ---------------------- | ---------------- | ----- | ---------------- | ---------------------- |
| Aeroport               | Aiora            |       | Fi de trajecte   | Marítim                |
| Torrent Avinguda       | Aiora            | ...   | Fi de trajecte   | Marítim                |
| Marítim                | Fi de trajecte   | ...   | Francesc Cubells | Neptú                  |
| Tossal del Rei         | Francesc Cubells | ...   | Fi de trajecte   | Marítim                |

## Accessos
- Carrer de Jerònim de Montsoriu